# Ebru Şam
Ebru Şam (* 1990 in Solingen, Nordrhein-Westfalen) ist die Miss Turkey des Jahres 2009. 

## Leben
Ebru Şam, deren Eltern in der Türkei geboren wurden und 1974 nach Deutschland kamen, ist gebürtige Deutsche und wuchs in Deutschland auf. Einen türkischen Pass hat sie beantragt. Nach eigenen Angaben wurde bei ihrer Erziehung sowohl auf Zweisprachigkeit als auch auf das Verständnis beider Kulturen geachtet. Ebru Şam ist Schülerin des Friedrich-List-Berufkollegs in Solingen und strebt das Fachabitur an.
Ebru Şam wurde am 29. April 2009 im Türker İnanoğlu Maslak Show Center (TIM) Show Center im Istanbuler Stadtteil Maslak zur Miss Turkey gewählt. Sie vertrat die Türkei bei den Wahlen zur Miss Europe und am 12. Dezember 2009 beim Miss-World-Contest in Johannesburg.
Seit Anfang 2010 spielt sie in der türkischen Serie Adanali, die im türkischen Fernsehsender Avrupa Türk TeleVision (ATV) ausgestrahlt wird, mit. Dort ist sie eine neuausgebildete Polizeikommissarin.